# Trichinella spiralis
Trichinella spiralis är en parasitär rundmask som ingår i släktet Trichinella. Parasiten förekommer över hela världen, främst i Europa, Kina, Nordamerika och Argentina. Den infekterar människor zoonotiskt vid felaktig livsmedelsberedning av smittad gris, vildsvin, björn eller hästkött. Vid förtäring av infekterat kött kan Trichinella spiralis utveckla sjukdomen trikinos hos människor.
Parasiten ligger inkapslad i muskelfibrer som efter intag frigörs i mag-tarmkanalen. I tunntarmen mognar och förökar sig parasiten. De nya larverna migrerar sedan genom tarmväggen ut i blod- eller lymfsystemet och kapslar in sig i muskelceller. För att undvika smitta utförs kontrollåtgärder i form av undersökningar vid slakt, upphettning eller nedfrysning av kött. Den sistnämnda metoden är inte helt tillförlitlig eftersom olika trikinarter är olika temperaturkänsliga.

## Systematik
Trichinella spiralis är en rundmask i familjen Trichinellidae. 1835 upptäcktes Trichinella spiralis för första gången av James Paget, men namngavs och beskrevs av Professor Richard Owen. Släktet Trichinella innehåller 11 arter, som delas i två klader. Kladerna skiljer sig åt i hur de uppträder i mellanvärden.
Arterna i den första kladen, där Trichinella spiralis ingår, tar sig in i muskelvävnaden och inducerar bildningen av en kollagenkapsel. I samma klad finns också T. britovi, T. murrelli, T. nativa och T. nelsoni. Det finns ytterligare tre arter som ännu inte har något namn. Gemensamt för alla dessa är att de alla enbart parasiterar på däggdjur. Arterna i den andra kladen inducerar inte produktion av en kollagenkapsel. I den andra kladen ingår T. papuae, T. pseudospiralis och T. zimbabwensis.

## Utbredning
Trichinella spiralis är den art som är mest anpassad till tamsvin och parasitens utbredning är global och sträcker sig främst över tempererade områden. USA, Argentina, Ungern, Kina, Mexiko och Grekland är några länder där trikinos förekommer. I Sverige är parasiten sällsynt hos tamgrisar, däremot kan vilda djur vara bärare.

## Värdarter
Både köttätare och allätare kan smittas av parasiten. Värdarterna delas vanligtvis in i två grupper.
1. Domesticerade cykeln. Detta är den grupp Trichinella spiralis är främst anpassad efter. Här ingår bland annat råtta, häst, hund, katt samt tama grisar som är den största värdgruppen. Gris är också det djur som främst orsakar smitta hos människa.[1]
2. Den vilda cykeln. Bland de vilt levande djuren är den främsta reservoaren vildsvin. Många andra asätare och rovdjur kan också bli infekterade, exempelvis björn, räv, isbjörn och val.[8]

## Morfologi
Adulta honor är 1,4–4 mm långa och 36 µm i diameter, hanar är 1,4–1,8 mm långa och 36 µm i diameter och larverna är omkring 1 mm långa. Larverna är 0,08 mm långa och 7 µm i diameter vid födsel. Larvernas morfologi skiljer sig en aning från de adulta stadiernas, eftersom larverna har en svärdsliknande stilett som är belägen i dess munhåla. Denna använder den för att komma in i cellerna och även för att borra sig in i blodsystemet.

## Livscykel

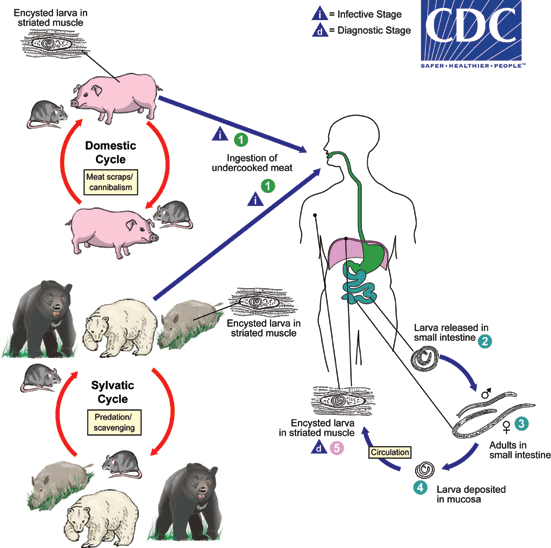
Trichinella spiralis

Spridning av Trichinella spiralis sker då infekterat djur äts av ett annat djur (eller människa). Larver ligger inkapslade i cystor, så kallade nurse-cell komplex i muskelvävnad. När cystorna kommer i kontakt med magsyra bryts de ner och larverna frigörs. Från magsäcken tar sig larverna vidare till tunntarmen där de går igenom fyra utvecklingsstadier för att sedan bli adulta. För honor sker dessa stadier mellan 10 och 28 timmar efter att infekterat djur ätits, medan det för hanar tar 30–34 timmar. De adulta maskarna parar sig och inom fem dagar efter infektion föds levande avkomma. Honan föder under en till två månader 100 till 1 500 larver. Detta fortlöper så länge som värdens immunsystem ej har aktiverats. De nyfödda larverna migrerar sedan ifrån tarmarna via blod och lymfvätska till övriga kroppen och kan där invadera cellerna. Invasionen möjliggörs genom att larven har en svärdsliknande stilett som den kan penetrera cellväggen till muskelcellen med. Väl inuti muskelcellen inducerar larven en rad av händelser som leder till transformering av muskelcellen, till en så kallad nurse-cell, ett cell-larv komplex. Detta komplex kan sedan finnas kvar i värden så länge värden lever, dock kalcifieras den med tiden, efter flera månader. Hos isbjörnar kan larver ligga kvar i sina inkapslade celler upp till 20 år medan de hos människor kan finnas kvar så länge som 40 år.
Hos människor kan inkapsling om den sker i hjärt- eller andningsmuskulatur i värsta fall leda till döden.

### Nurse-Cell komplex
Till skillnad från de flesta rundmaskar har Trichinella spiralis förmågan att inta en värdcell utan att döda denna. Detta gör att parasiten kan finnas kvar i värdcellen under lång tid och därmed ökar dess chans att spridas vidare. För att kunna etablera detta cell-larv komplex utsöndrar larven en rad proteiner som förändrar cellen. Värdcellens kärna förstoras och delar sig flera gånger. Mer av värdcellens arvsmassa bildas, och detta används sedan av parasiten för fortsatt överlevnad. Denna omorganisering tros styras av larven själv.
Cell-larv komplexet omges av en kollagenkapsel som syntetiseras av nurse-cellen. Larven påverkar också värdcellen att producera nya blodkärl, angiogenes. Detta för att parasiten får näring och restprodukter från cellen kan transporteras bort. Parasiten påverkar cellen så att den inte får något syre, hypoxi, genom att låta de nybildade blodkärlen bildas på ytan av kollagenkapseln. De blodkärl som bildas är större än kapillärer vilket innebär att utbytet av näringsämnen och restprodukter är högt, dock är gasutbytet sämre.  Slutresultatet är därför att värdcellen går från en aerobisk till en anaerobisk metabolism. Detta förklarar hur Trichinella spiralis kan vara infektiös i flera veckor efter att djuret har dött, de överlever mycket bra i en anaerob miljö.

## Infektion och behandling
Trichinella spiralis orsakar trikinos vilket sprids genom intag av infekterat kött som inte blivit tillräckligt uppvärmt. Trikinos är en zoonotisk sjukdom som sprids från djur till människor. Trikinos smittar därmed inte mellan människor.

### Infektion
Beroende på hur stor infektionsdosen är kan symptom variera från milda till svåra men även ha dödlig utgång. Vid intag av enbart ett fåtal larver kan man klara sig symptomfri men influensaliknande symptom kan även uppstå. Symptom förknippas med de enterala samt parenterala faserna.
Vid den första, enterala fasen där larverna är kvar i tarmen uppstår symtom som exempelvis diarré, illamående, kräkningar, buksmärtor samt feber. Den enterala fasen börjar 1-2 dagar efter intag av infekterat kött. Den andra fasen, den parenterala sker då larverna färdas till muskelcellerna. Vid den parenterala fasen uppstår symptom som exempelvis diarré, muskelsmärtor, svullna ögonlock, feber samt huvudvärk. Vid allvarlig infektion kan även problem med andning samt hjärtfel uppstå. Inkubationstiden är inom 2 veckor efter intag och kan vara upp till 8 veckor.

### Behandling
Vid tidig upptäckt av infektion då larverna fortfarande är i mask- och larvstadiet finns behandling att få exempelvis Albendazol alternativt Mebendazol. Dessa läkemedel används även vid senare upptäckt där larverna tagit sig till skelettmusklerna. Detta sker cirka 3-4 veckor efter intag. Vid senare upptäckt kan behandlingen behövas upprepas. Då sjukdomen är ovanlig samt har influensaliknande symptom kan det vara svårt att knyta symptom till infektionssjukdomen trikinos. För att bekräfta infektion undersöks preparat av muskelvävnad med mikroskopi eller med serologisk metodik, där antikroppar mot Trichinella spiralis analyseras för att påvisa sjukdom. Vid svår infektion kan kortisonbehandling behövas.

## Förebyggande åtgärder
För att undvika trikinutbrott utförs tester och kontroll av kött som ska konsumeras. Trikiner förekommer inte längre i svenska slaktgrisbesättningar. Senaste utbrottet i Sverige var för cirka 50 år sedan och senaste trikinupptäckten hos slaktgrisar uppfödda i Sverige var år 1994.
Inom EU uppgick kostnaderna för trikinkontrollerna på tamsvin i slutet av 1990-talet till ungefär 388 miljoner Euro/år. För att minska kostnaderna behöver grisar på godkända slakterier anslutna till IP Gris grundcertifiering och IP Sigill Gris inte testas för trikiner, då risken för positiva trikintester bedöms vara låg.
Grisar uppfödda inom KRAV-certifierad och EU-ekologisk produktion måste fortfarande besiktas eftersom grisarna går ute och kan infekteras genom äta andra trikinbärande vilda djur. I Sverige får trikinkontroller bara utföras av certifierade laboratorier som godkänts av Livsmedelsverket. Kontrollerna ska enligt lag omfatta tamgris, vildsvin, häst, björn och andra djur som är vanliga smittbärare. Detta gör att kontroll av djur som skjutits i jakt rekommenderas och ska köttet säljas måste kontroll utföras enligt lag.
Andra förebyggande åtgärder som Folkhälsomyndigheten kräver är råttbekämpning i grisbesättningar. Kött som inte kan testats av lämpliga laboratorier måste upphettas till minst 71°C under en minut för att trikinerna ska avdödas. Torkning eller rökning av kött fungerar inte. Nedfrysning är inte lika tillförlitlig metod som upphettning. Olika Trichinella-arter avdödas vid olika frystemperaturer. Trichinella spiralis i hästkött kan överleva i fyra veckor i -18°C medan en annan art är frysresistent.